# Charlotte Bobcats 2005-2006
La stagione 2005-06 dei Charlotte Bobcats fu la 16ª nella NBA per la franchigia.
I Charlotte Bobcats arrivarono quarti nella Southeast Division della Eastern Conference con un record di 26-56, non qualificandosi per i play-off.

## Roster
| N° | Naz.                   | Ruolo | Sportivo         | Anno | Alt. | Peso |
| -- | ---------------------- | ----- | ---------------- | ---- | ---- | ---- |
| 2  | Stati Uniti (bandiera) | C     | Melvin Ely       | 1978 | 208  | 118  |
| 3  | Stati Uniti (bandiera) | A     | Gerald Wallace   | 1982 | 201  | 98   |
| 4  | Stati Uniti (bandiera) | G     | Kareem Rush      | 1980 | 198  | 98   |
| 7  | Slovenia (bandiera)    | C     | Primož Brezec    | 1979 | 218  | 114  |
| 10 | Stati Uniti (bandiera) | GA    | Keith Bogans     | 1980 | 196  | 98   |
| 12 | Stati Uniti (bandiera) | G     | Kevin Burleson   | 1979 | 191  | 93   |
| 13 | Stati Uniti (bandiera) | G     | Matt Carroll     | 1976 | 198  | 96   |
| 15 | Stati Uniti (bandiera) | GA    | Alan Anderson    | 1982 | 198  | 100  |
| 20 | Stati Uniti (bandiera) | G     | Raymond Felton   | 1984 | 185  | 90   |
| 21 | Stati Uniti (bandiera) | GA    | Bernard Robinson | 1980 | 198  | 95   |
| 22 | Stati Uniti (bandiera) | G     | Brevin Knight    | 1975 | 178  | 78   |
| 33 | Stati Uniti (bandiera) | A     | Jumaine Jones    | 1979 | 203  | 99   |
| 35 | Stati Uniti (bandiera) | A     | Lonny Baxter     | 1979 | 203  | 118  |
| 42 | Stati Uniti (bandiera) | A     | Sean May         | 1984 | 206  | 121  |
| 43 | Stati Uniti (bandiera) | C     | Jake Voskuhl     | 1977 | 211  | 111  |
| 50 | Stati Uniti (bandiera) | AC    | Emeka Okafor     | 1982 | 208  | 114  |

## Staff tecnico
- Allenatore: Bernie Bickerstaff
- Vice-allenatori: J.B. Bickerstaff, Gary Brokaw, Jeff Capel, Gary Kloppenburg, John Outlaw